# Rune Imberg

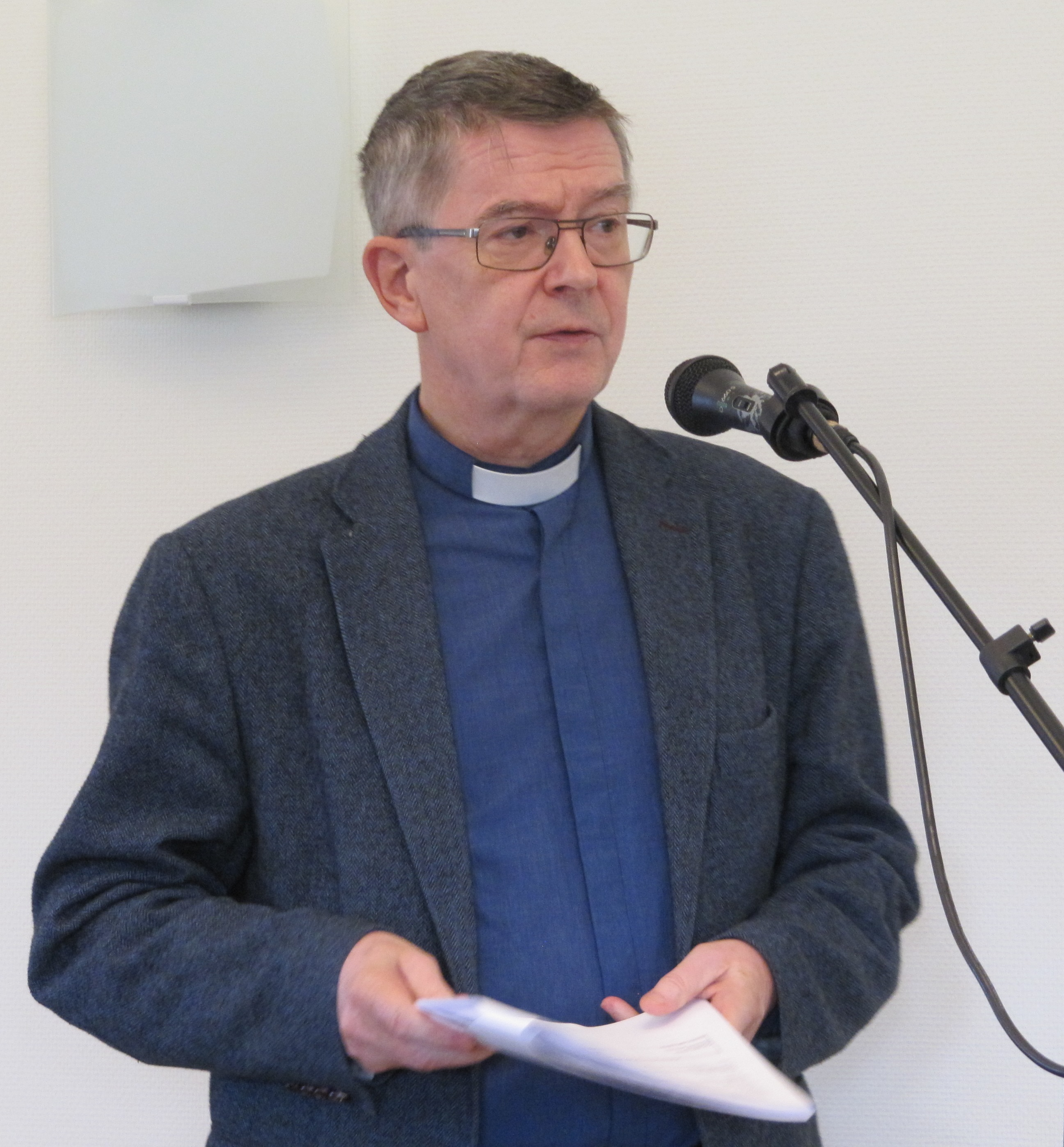
Rune Imberg i oktober 2018.

Bengt Rune Imberg, född 9 mars 1953, är en svensk kyrkohistoriker och präst.

## Biografi
Imberg blev 1987 teologie doktor i kyrkohistoria vid Lunds universitet på en avhandling om Oxfordrörelsens tillkomst och ledarskap under perioden 1833–1841. Han prästvigdes 1988 för Göteborgs stift och tjänstgjorde under ett par år som präst i Onsala. Tillsammans med sin hustru Katrina Imberg var han under perioden 1990–1996 missionär i Kenyas evangelisk-lutherska kyrka, där han var lärare och 1992–1996 rektor vid det teologiska seminariet i Matongo.
Han är sedan 1996 lärare vid Församlingsfakulteten i Göteborg, där han var rektor 2001–2009, därefter forskningschef och alltjämt (2023) lektor.

### Beslut och upphävt beslut om obehörigförklaring som präst
Den 17 januari 2019 förklarade domkapitlet i Göteborg Imberg "obehörig att utöva kyrkans vigningstjänst som präst" ("avkragning") efter att Imberg bland annat i april 2018 i en skrivelse till domkapitlet framfört kritik mot olika förhållanden i Svenska Kyrkan som han ansåg vara oacceptabla, samt framfört och framhållit att han inte kunde se den då nytillträdda biskopen Susanne Rappmann som sin andliga ledare och biskop för de präster som inte accepterar kvinnliga präster. I skrivelsen stod bland annat:
| ” | Utifrån Bibelns klara framställning, som Paulus beskriver som ett "Herrens bud" (1 Kor 14:37), att kvinnor inte är kallade till kyrkans predikoämbete (som våra bekännelseskrifter benämner det), kan jag inte ha en fungerande relation till den biskop som nu tillträtt. Att Susanne Rappmann blev stiftschef för Göteborgs stift den 1 mars (2018) är odiskutabelt, däremot kan hon aldrig bli andlig ledare och biskop för oss präster som företräder den klassiska ämbetssynen. | „ |

Den 13 mars 2019 överklagade Imberg via ombud beslutet till Svenska Kyrkans överklagandenämnd och yrkade återförvisning alternativt upphävande. Domkapitlet insände den 11 april 2019 ett yttrande till överklagandenämnden där hemställan gjordes om att lämna Imbergs yrkande utan åtgärd. I oktober 2019 upphävde överklagandenämnden Domkapitlets beslut, varigenom Imberg åter blev behörig att utöva kyrkans vigningstjänst.

### Som författare
- 1987 –  (på engelska) Tracts for the times: a complete survey of all the editions. Bibliotheca historico-ecclesiastica Lundensis, 0346-5438 ; 17. Lund: Lund Univ. Press. Libris 7677407. ISBN 91-7966-019-3
- 1991 –  Biskops- och domprostutnämningar i Svenska kyrkan 1866-1989. Bibliotheca historico-ecclesiastica Lundensis, 0346-5438 ; 25. Lund: Lund Univ. Press. Libris 7677511. ISBN 9179661335
- 1999 –  Tillsammans - Gud till ära och människor till tjänst: om man och kvinna i den kristna kyrkan : (med studieplan). Göteborg: Församlingsförlaget. Libris 7797757. ISBN 9197263583
- 2008 –  (på engelska) A door opened by the Lord: the history of the Evangelical Lutheran Church in Kenya. Församlingsfakultetens skriftserie 1403-0160 ; 9. Göteborg: Församlingsförlaget. Libris 10969287. ISBN 978-91-7271-055-9
- 2017 –  Bibelläsaren som förändrade världen: om Martin Luther som bibelteolog - bibelöversättare - bibelutgivare. Församlingsfakultetens småskrifter ; 5. Göteborg: Församlingsfakulteten. Libris 20824545

### Som redaktör
- 1998 – Gustafsson, Roland; Imberg Rune, Wiberg Ann-Mari. Som en brusande flod: Missionssällskapet Bibeltrogna vänners arbete i Kenya 1948-98. Stockholm: BV-förl. Libris 7646251. ISBN 91-7518-181-9
- 2003 – Imberg Rune, Johansson Torbjörn, red. Nåd och sanning: Församlingsfakulteten 10 år. Församlingsfakultetens skriftserie, 1403-0160 ; 5. Göteborg: Församlingsförl. Libris 9500137. ISBN 9172710306
- 2005 – Imberg Rune, red. Talet om korset - Guds kraft: till hundraårsminnet av Bo Giertz födelse. Församlingsfakultetens skriftserie, 1403-0160 ; 6. Göteborg: Församlingsförlaget. Libris 10013594. ISBN 9172710462
- 2011 – Imberg Rune, Einarsson Arthur, Gunnarsson Tord, red. I Jesu spår: Evangelisk luthersk mission - Bibeltrogna vänner, 1911-2011. Stockholm: BV-förlag. Libris 12466892. ISBN 9789175182469
- 2019 – Imberg Rune, Johansson Torbjörn, red. Den mångfacetterade reformationen. Texter och studier utgivna av Församlingsfakulteten ; 1. Göteborg: Församlingsförlaget. Libris 6gxp1xtk4rlg9zks. ISBN 9789172710726